# Liste der Einträge im National Register of Historic Places im Adams County (Wisconsin)

Lage des Adams County in Wisconsin

Die Liste der Einträge im National Register of Historic Places im Adams County in Wisconsin führt alle Bauwerke und historischen Stätten im Adams County auf, die in das National Register of Historic Places aufgenommen wurden.
| [ 2 ] | Name                    | Bild                    | Eintragsdatum        | Lage                                         | Ort        | Beschreibung                                                                                 |
| ----- | ----------------------- | ----------------------- | -------------------- | -------------------------------------------- | ---------- | -------------------------------------------------------------------------------------------- |
| 1     | Adams County Courthouse | Adams County Courthouse | 1982 ID-Nr. 82000627 | 402 Main Street 43° 58′ 15″ N, 89° 48′ 55″ W | Friendship | 1914 im neoklassizistischen Stil errichtetes Justiz- und Verwaltungsgebäude des Adams County |
| 2     | Roche-a-Cri Petroglyphs | Roche-a-Cri Petroglyphs | 1981 ID-Nr. 81000031 | Abseits des WI 13 44° 0′ 6″ N, 89° 49′ 4″ W  | Friendship | Indianische Felszeichnungen auf einem Sandsteinfelsen                                        |